# ناحیه هملین، شهرستان ایتون، میشیگان
ناحیه هملین (به انگلیسی: Hamlin Township) یک منطقهٔ مسکونی در ایالات متحده آمریکا است که در شهرستان ایتون، میشیگان واقع شده‌است.
 ناحیه هملین ۸۹٫۲ کیلومتر مربع مساحت و ۲٬۹۵۳ نفر جمعیت دارد و ۲۸۳ متر بالاتر از سطح دریا واقع شده‌است.